# Tabapuã
Tabapuã este un oraș în São Paulo (SP), Brazilia.